# Szary Wtorek

Danger Mouse: The Grey Album

Szary Wtorek (ang. Grey Tuesday) – akcja w ramach tzw. elektronicznego nieposłuszeństwa obywatelskiego, która miała miejsce 24 lutego 2004 r. Protestujący naruszali świadomie prawa wytwórni muzycznej EMI do płyty The White Album, dystrybuując masowo pliki MP3 z utworami-przeróbkami pochodzącymi z albumu The Grey Album, usiłując zwrócić uwagę na problem reformy prawa autorskiego oraz ideały przyświecające przeciwnikom takich praw.
Akcja była prowadzona przez organizację non-profit Downhill Battle, która postawiła sobie za cel walkę z monopolami na rynku muzycznym – 170 serwerów oferowało przez 24 godziny zawartość albumu, który stał się dzięki temu najpopularniejszym albumem muzycznym w USA.